# ماريا كارميلا لانزيتا
ماريا كارميلا لانزيتا (من مواليد 1 مارس 1955) هو سياسية إيطالية، شغلت منصب وزير الشؤون الإقليمية والاستقلال الذاتي من 22 فبراير 2014 إلى 30 يناير 2015 كجزء من مجلس وزراء رينزي.
شغلت منصب عمدة موناستيراتشي من عام 2006 إلى عام 2013.